# Pålsboda
Pålsboda is een plaats in de gemeente Hallsberg in het landschap Närke en de provincie Örebro län in Zweden. De plaats heeft 1524 inwoners (2005) en een oppervlakte van 147 hectare.

## Verkeer en vervoer
Bij de plaats loopt de Riksväg 51.
Door de plaats loopt een spoorlijn.